# Власихин, Николай Иванович
Николай Иванович Власихин (1 апреля 1923, дер. Прислонец, Северо-Двинская губерния — 7 июня 1991, Боровица, Кировская область) — старший телефонист 593-го истребительно-противотанкового артиллерийского полка красноармеец — на момент представления к награждению орденом Славы 1-й степени.

## Биография
Родился 1 апреля 1923 года в деревне Прислонец. Окончил 7 классов сельской школы. Работал в колхозе «Первое Мая» в родной деревне.
В декабре 1942 года добровольцем, через Лальский райвоенкомат, ушел в Красную Армию. Уже через две недели, после подготовки в запасном полку, был направлен в действующую армию. С января 1943 года участвовал в боях с захватчиками. Боевое крещение принял в боях под городом Старой Руссой. С декабря 1943 года воевал телефонистом в составе 593-го армейского истребительно-противотанкового артиллерийского полка. С этой частью прошел до Победы.
22-23 июня 1944 года в боях в районе города Чаусы старший телефонист красноармеец Власихин под огнём противника устранил более 40 порывов на линиях связи, обеспечив командованию непрерывное управление боевыми действиями.
Приказом по войскам по 49-й армии от 7 августа 1944 года красноармеец Власихин Николай Иванович награждён орденом Славы 3-й степени.
26 января 1945 года у города Бишофсбург красноармеец Власихин подавил огневую точку противника, из захваченного пулемета уничтожил свыше 10 вражеских солдат, захватил две подводы с боеприпасами и оружием.
Приказом по войскам по 49-й армии от 22 февраля 1945 года красноармеец Власихин Николай Иванович награждён орденом Славы 3-й степени.
16 апреля 1945 года, при прорыве обороны противника на реке Одер севернее города Шведт, красноармеец Власихин устранил свыше 20 повреждений на линиях связи. Заменил выбывшего из строя командира отделения.
Указом Президиума Верховного совета СССР от 15 мая 1946 года за отвагу и геройство проявленные в боях с немецкими захватчиками красноармеец Власихин Николай Иванович награждён орденом Славы 1-й степени. Стал полным кавалером ордена Славы.
В 1947 году старшина Власихин был демобилизован.
Вернулся на родину. Жил в поселке Боровица Лузского района Кировской области. До выхода на пенсию в 1983 году работал в леспромхозе. Скончался 7 июня 1991 года.
Награждён орденами Отечественной войны 1-й степени, Славы 3-х степеней, медалями.

## Память

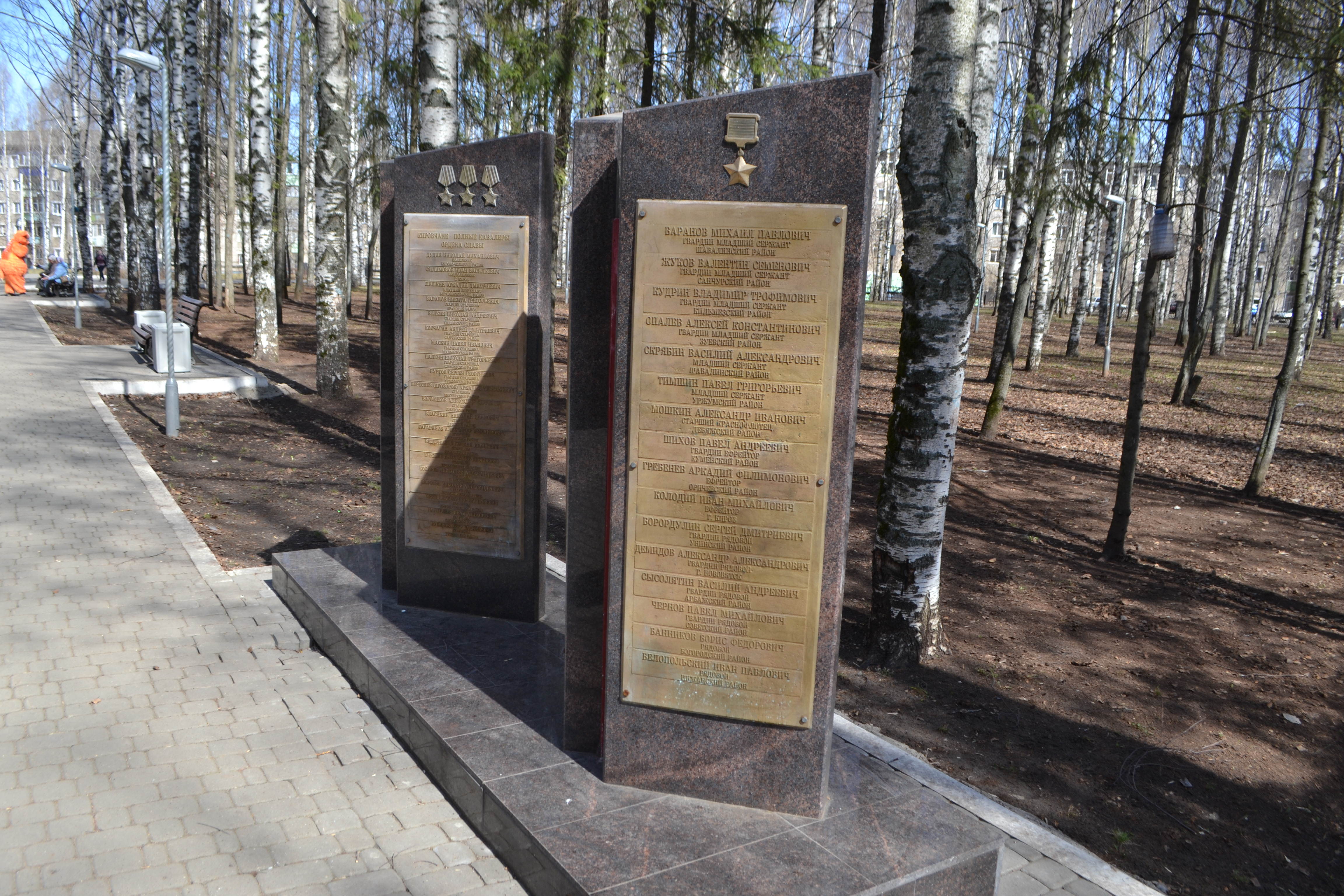
Имя Героя выбито на гранитной стеле на Аллее Славы в парке Победы города Кирова 2019.

- Имя Героя выбито на гранитной стеле на Аллее Славы в парке Победы города Кирова 2019.
- Его имя присвоено Боровицкой сельской библиотеке.

## Комментарии
1. ↑  Деревня Прислонец входила в состав Лальской волости Устюжского уезда, с 10 апреля 1924 — в составе Лальского района. Не сохранилась; ныне — территория Лузского района Кировской области[1].